# Municipio de Foster (condado de Faribault)
El municipio de Foster (en inglés: Foster Township) es un municipio ubicado en el condado de Faribault en el estado estadounidense de Minnesota. En el año 2010 tenía una población de 239 habitantes y una densidad poblacional de 2,57 personas por km².

## Geografía
El municipio de Foster se encuentra ubicado en las coordenadas 43°38′18″N 93°43′11″O / 43.63833, -93.71972. Según la Oficina del Censo de los Estados Unidos, el municipio tiene una superficie total de 92.88 km², de la cual 91,74 km² corresponden a tierra firme y (1,22 %) 1,14 km² es agua.

## Demografía
Según el censo de 2010, había 239 personas residiendo en el municipio de Foster. La densidad de población era de 2,57 hab./km². De los 239 habitantes, el municipio de Foster estaba compuesto por el 96,65 % blancos, el 1,26 % eran afroamericanos, el 0,84 % eran amerindios, el 1,26 % eran de otras razas. Del total de la población el 3,77 % eran hispanos o latinos de cualquier raza.